# جریان خالص‌سازی
جریان خالص‌سازی به جریان سیاسی راست رادیکال در ایران گفته می‌شود که برای یکدستی ساختار حکومت جمهوری اسلامی در قوای سه‌گانه و نیروهای امنیتی و نظامی تلاش می‌کنند. این اصطلاح در جریان انتخابات ریاست جمهوری سال ۱۴۰۰ مطرح شد؛ مهدی طائب، فرمانده قرارگاه عمار و برادر حسین طائب رئیس سابق اطلاعات سپاه پاسداران، در آن زمان گفته بود «امروز به مرحله خالص سازی از انقلاب رسیده‌ایم و قطعاً پیروز خواهیم شد».

## پیش‌زمینه
حکومت جمهوری اسلامی در راستای خالص‌سازی و یکدست‌سازی قدرت، در دو انتخابات مجلس ۱۳۹۸ و ریاست جمهوری سال ۱۴۰۰ رقبای میانه‌رو و حتی خودی را از صحنه رقابت‌ها حذف کرد. در یازدهمین دوره انتخابات مجلس در اسفند سال ۱۳۹۸ بیش از ۴۲ درصد واجدان شرایط رای شرکت کردند که کمترین مشارکت پس از انقلاب ۱۳۵۷ در انتخابات مجلس بود. در انتخابات ریاست جمهوری در خرداد سال ۱۴۰۰ نیز ۴۸٫۸ درصد از واجدان شرایط رای شرکت کردند که پایین‌ترین نرخ مشارکت در تاریخ انتخابات ریاست جمهوری در ایران محسوب می‌شود.

## واکنش‌ها
جریان خالص‌سازی نه تنها مورد اعتراض افراد میانه‌رو، بلکه اصولگرایان معتدل هم قرار گرفت و این نگرانی در بین آنها به‌وجود آمد که بخشی از همین جریان هم از دایره انتخابات ایران حذف شوند.
علی لاریجانی، رئیس سه دوره مجلس شورای اسلامی، رئیس صدا و سیما و دبیر شورای عالی امنیت ملی، از جمله مسئولان بلندپایه جمهوری اسلامی است که از جریان خالص‌سازی نام می‌برد. نخستین بار در ۱۰ اردیبهشت ۱۴۰۱ و در همایش «مطهری و امتداد اجتماعی حکمت و فلسفهٔ اسلامی» گفته بود «برخی به‌دنبال تئوری‌های من‌درآوردی خالص‌سازی‌اند و به هر بهانه‌ای تجزیه افراد جامعه را می‌خواهند.»
همچنین در اردیبهشت ۱۴۰۲ و در واکنش به خبر خبرگزاری تسنیم مبنی به احتمال نامزدی لاریجانی در انتخابات مجلس دوازدهم، دفتر او در بیانیه‌ای گفت «رفع نگرانی از جریان خالص‌سازی؛ ‏خبری دربارهٔ انتخابات مجلس وجود ندارد. بدین وسیله از جریان خالص سازی رفع نگرانی می‌شود و بعید است به این روش‌های برادران بتوان رقابت تصنعی ایجاد کرد. ملک را چاره ای دیگر نیاز است.» چند روز بعد هادی طحان نظیف، سخنگوی شورای نگهبان، در واکنش اعلام کرد «مفهوم چنین تعابیری برای ما روشن نیست و در قانون هم نیامده است.»